# قلعة تشابولتيبيك
قلعة تشابولتيبيك (بالإسبانية: Castillo de Chapultepec)‏ هي قلعة تَقع أعلى تلة تشابولتيبيك. يأتي اسمُها من كلمة بلغة الناواتل وتعني «تلة الجندب». وهي تقع في وسط حديقة تشابولتيبيك في مكسيكو سيتي على ارتفاع 2325 متر (7628 قدم) فوق مستوى سطح البحر. وكان موقع التل مكاناً مُقدساً للآزتك، وبُني فوق عبر التاريخ التلّة عِدة مَباني مُتعددة الأغراض منها أكاديمية عسكرية، ومرصد، ومكان إقامة إمبراطوري، ومنزل رئاسي، ومتحف ناسيونال دي هيستوريا حالياً.